# 1949-es cannes-i filmfesztivál
A 3. cannes-i filmfesztivál 1949. szeptember 2. és 17. között került megrendezésre, Georges Huisman francia történész elnökletével, miután az előző évben pénzhiány miatt elmaradt a filmes seregszemle (a tervek között szerepelt biennálévá alakítása is). Az 1947-es cannes-i filmfesztiválhoz hasonlóan ezúttal is nemzeti jellegű filmfesztivált rendeztek, ami megmutatkozott mind elnevezésében, mind pedig a zsűri összetételében.
Noha az eddig inkább a nagyvilági elit (Aga Khan, a windsori herceg és hercegnő) találkozóinak helyt adó fesztivált kezdte felfedezni az értelmiség is (Jean-Paul Sartre, Jean Cocteau), egy médiaesemény – a milliomos Ali Solomon Khan és Rita Hayworth románca – kissé elterelte a látogatók és a sajtó figyelmét a rendezvényről.
Két év építkezés után átadták a fesztiválpalotát, ahova végre átköltözhetett a rendezvény a kinőtt Kaszinóból. A nagyrészt helyi adók emeléséből és társadalmi munkában, mintegy 700 000 dollár költséggel emelt, „a jó ízléshez és a francia művészethez méltó” új épület a régi Tengerészeti Kör területét foglalta el, s mintegy 33 éven szolgálta a fesztivált.
A filmek válogatása kiegyensúlyozatlan maradt – a 30 versenyfilm és az egy versenyen kívül bemutatott alkotás lényegében négy országból érkezett: Amerikai Egyesült Államok, Egyesült Királyság, Franciaország és Olaszország, de már megjelent Németország is első filmjeivel. Aránytalanul nagyra sikeredett a rövidfilmek versenye: 24 ország 44 alkotását vonultatták fel.
Mivel a szervezők attól tartottak, hogy a túlzottan nagy számban kiosztott díjak csökkenteni fogják a fesztivál értékét, úgy döntöttek, nem törekszenek minden áron konszenzusra, s kevesebb díjat ítélnek oda. A fesztivál kezdett ugyan beérni, de hitelességén még javítani kellett. Másodszor tért vissza David Lean, és harmadszor René Clément, aki megkapta második rendezői díját. Az újonnan felfedezettek között Michelangelo Antonioni követte Ingmar Bergmant.
Magyar alkotás nem szerepelt a fesztivál programjában, viszont ott volt a magyar származású, Németországban élő és dolgozó Josef von Báky (Báky József), Der Ruf című filmjével

## Zsűri
- Georges Huismanm zsűrielnök, történész –  Franciaország
- Jules Romains, tiszteletbeli elnök, író –  Franciaország
- Alexandre Kamenka, filmproducer –  Franciaország
- Carlo Rim, forgatókönyvíró –  Franciaország
- Étienne Gilson, író –  Franciaország
- Georges Bidault külügyminiszter felesége,  Franciaország
- Georges Charensol, filmkritikus –  Franciaország
- Georges Raguis, a szakszervezet hivatalos képviselője –  Franciaország
- Guy Desson, a Nemzeti Filmközpont (CNC) hivatalos képviselője –  Franciaország
- Jacques-Pierre Frogerais, producer –  Franciaország
- Jean Benoît-Lévy, filmrendező –  Franciaország
- Paul Colin, színész –  Franciaország
- Paul Gosset, író –  Franciaország
- Paul Verneyras, a CNC hivatalos képviselője –  Franciaország
- Paul Weill, filmkedvelő –  Franciaország
- René-Jeanne, filmkritikus –  Franciaország
- Roger Désormieres, zeneszerző –  Franciaország

## Versenyfilmek
- Act of Violence (Erőszakos cselekedet)[2] – rendező: Fred Zinnemann
- Alma fuerte – rendező: Luis Cesar Amadori
- An Act of Murder – rendező: Michael Gordon
- Au grand balcon – rendező: Henri Decoin és Marcel Rivet
- Der Apfel ist ab – rendező: Helmut Käutner
- Der Ruf – rendező: Josef von Báky
- Die Buntkarieren – rendező: Kurt Maetzig
- Eine grosse Liebe – rendező: Hans Bertram
- El beit el kebir – rendező: Ibrahim Lama
- Eroica – rendező: H. Walter Kolm-Veltee, Karl Hartl
- House of Strangers (Idegenek háza) – rendező:Joseph L. Mankiewicz
- Images d'Éthiopie – rendező: Paul Pichonnier
- L’Amorosa menzogna (Kegyes hazugság) – rendező: Michelangelo Antonioni
- Le mura di Malapaga – rendező: René Clément
- Lost Boundaries – rendező: Alfred L. Wecker
- Mughamarat Antar wa Abla – rendező: Salah Abou Seif
- Obsession – rendező: Edward Dmytryk
- Occupe-toi d'Amélie – rendező: Claude Autant-Lara
- Pueblerina (Mexikói asszony) – rendező: Emilio Fernández
- Rendez-vous de juillet (Randevú júliusban) – rendező: Jacques Becker
- Retour à la vie – rendező: Jean Dréville, Henri-Georges Clouzot, André Cayatte, Georges Lampin
- Riso amaro (Keserű rizs) – rendező: Giuseppe De Santis
- Sertão – rendező: João G. Martin
- Na svoji zemlji (A Sas fia) – rendező: France Štiglic
- The Passionate Friends – rendező: David Lean
- The Queen of Spades (A pikk dáma) – rendező: Thorold Dickinson
- The Set Up (Az eladott mérkőzés) – rendező: Robert Wise
- The Third Man (A harmadik ember) – rendező: Carol Reed
- Till frammande hamn – rendező: Hampe Faustman
- Without Honor[3] – rendező: Irving Pichel

## Versenyen kívül
Passport to Pimlico – rendező: O. H. Cornelius

## Rövidfilmek
- Adamah – rendező: Helmar Lersky
- Au pays de Thil Uilenspiegel – rendező: Charles Dekeukeleire
- Barrières – rendező: Christian-Jacque
- Bialyk redyk – rendező: Stanislas Mzdzenski
- Cane Cutters – rendező: John Heyer
- Danses populaires yougoslaves – rendező: Rudolf Sremec
- De naede faergen – rendező: Carl Theodor Dreyer
- Dépendance – rendező: Robert Anderson
- Destins précaires – rendező: Grant McLean
- Écoles de rééducation – rendező: Jean Drimaroupoulo
- Flotteurs de bois – rendező: Brita Wrede
- Gold Town – rendező: Maslyn Williams
- Images médiévales – rendező: William Novik
- It's A Lovely Day – rendező: Bert Felstead
- Le pain de barbarie – rendező: Roger Leenhardt
- L'Enfer des fards – rendező: Jean Perdrix
- Les feux de la mer – rendező: Jean Epstein
- Mlle Toutouche (Visite chez un élan) – rendező: Wilhem Sorensen
- Muscle Beach – rendező: Joseph Strick, Irving Lerner
- Ocean Weather Ship – rendező: Frank Chilton
- Pacific 231 – rendező: Jean Mitry
- Palle alene i verden – rendező: Astrid Henning-Jensen
- Plan de la capitale – rendező: Bernard Devlin
- Rhapsodie vénitienne – rendező: Max Haufler
- Seal Island – rendező: Walt Disney, James Algar
- Struggle for Oil – rendező: Szergej Nolbandov
- Terre de Cain – rendező: Pierre Petel
- The Fatal Signboard – rendező: John Kooy
- The Valley Is Ours – rendező: John Heyer
- Une interview sous les tropiques – rendező: E. van Konijnenburg
- Walcheren, île noyée – rendező: Charles Huguenot van der Linden
- Zelosowa wola – rendező: Eugeniusz Cekalski

## Díjak

### Nagyjátékfilmek
- Nagydíj: The Third Man (A harmadik ember)[2] – rendező: Carol Reed
- Legjobb rendezés díja: Le mura di Malapaga – rendező: René Clément
- Legjobb női alakítás díja: Isa Miranda – Le mura di Malapaga
- Legjobb férfi alakítás díja: Edward G. Robinson – House of Strangers  (Idegenek háza)
- Legjobb forgatókönyv díja: Lost Boundaries – forgatókönyvíró:Alfred L. Wecker
- Legjobb filmzene díja: Pueblerina (Mexikói asszony) – zeneszerző: Emilio Fernández
- Legjobb díszlet díja: Occupe-toi d'Amélie – rendező: Claude Autant-Lara

### Rövidfilmek
- Nagydíj: nem ítélték oda
- Legjobb rövidfilm téma díja: Palle alene i verden – rendező: Astrid Henning-Jensen
- Legjobb rövidfilm vágás díja: Pacific 231 – rendező: Jean Mitry
- Legjobb rövidfilm fényképezés díja: Bialy redyk – rendező: Stanislas Mzdzenski
- Legjobb színes rövidfilm díja: Images médiévales – rendező: William Novik
- Legjobb riportfilm díja: Seal Island – rendező: Walt Disney, James Algar